# Albuca paradoxa
Albuca paradoxa är en sparrisväxtart som beskrevs av Moritz Kurt Dinter. Albuca paradoxa ingår i släktet Albuca och familjen sparrisväxter. Inga underarter finns listade i Catalogue of Life.